# 일곱난쟁이
《일곱난쟁이》(독일어: Der 7bte Zwerg)는 2014년 공개된 독일의 애니메이션 영화이다.